# 우니온 산펠리페
우니온 산펠리페(스페인어: Unión San Felipe)는 1956년에 창단된 칠레의 축구 클럽으로, 산펠리페를 연고로 하고 있다. 현재 칠레의 2부 리그인 프리메라 B에 참가하고 있다.

## 선수 명단

### 현역
- 다비드 살라사르(2023 ~ )
- 알바로 살라사르(2024 ~ )

### 역대
- 마누엘 네이라(2012)